# Tövisi ferences kolostor
A tövisi ferences kolostor műemlék Romániában, Fehér megyében. A romániai műemlékek jegyzékében az AB-II-a-A-00374 sorszámon szerepel.